# Enterprise Privacy Authorization Language
Enterprise Privacy Authorization Language (EPAL) — це формальна мова для написання корпоративної політики приватності, яка регулює практику обробки даних в ІТ-системах відповідно до тонких позитивних і негативних прав авторизації. Він був поданий IBM до World Wide Web Consortium (W3C) у 2003 році для розгляду до рекомендації. У 2004 році Zero Knowledge Systems подала позов про те, що IBM порушила угоду про авторські права, коли вони разом працювали у 2001—2002 роках, щоб створити мову розмітки прав на приватність (PRML). EPAL заснований на PRML, що означає, що Zero-Knowledge стверджує, що вони повинні бути співвласниками стандарту.